# Казанова, Джакомо
Джа́комо Джиро́ламо Казано́ва (итал. Giacomo Girolamo Casanova), шевалье де Сенгальт (2 апреля 1725, Венеция, Венецианская республика — 4 июня 1798, замок Дукс, Богемия) — известный итальянский авантюрист, путешественник и писатель, автор обстоятельной автобиографии «История моей жизни» (фр. Histoire de ma vie). Благодаря этой книге он настолько прославился своими многочисленными любовными похождениями, что само его имя стало нарицательным и теперь используется в значении «женский обольститель». Если верить его мемуарам, Казанова встречался с европейскими монархами, папами, кардиналами и такими выдающимися деятелями эпохи Просвещения, как Вольтер, Моцарт и Гёте. Свои последние годы он провёл в Богемии, будучи смотрителем библиотеки в замке графа Вальдштейна; именно там он и написал историю своей жизни.

## Биография

### Ранние годы

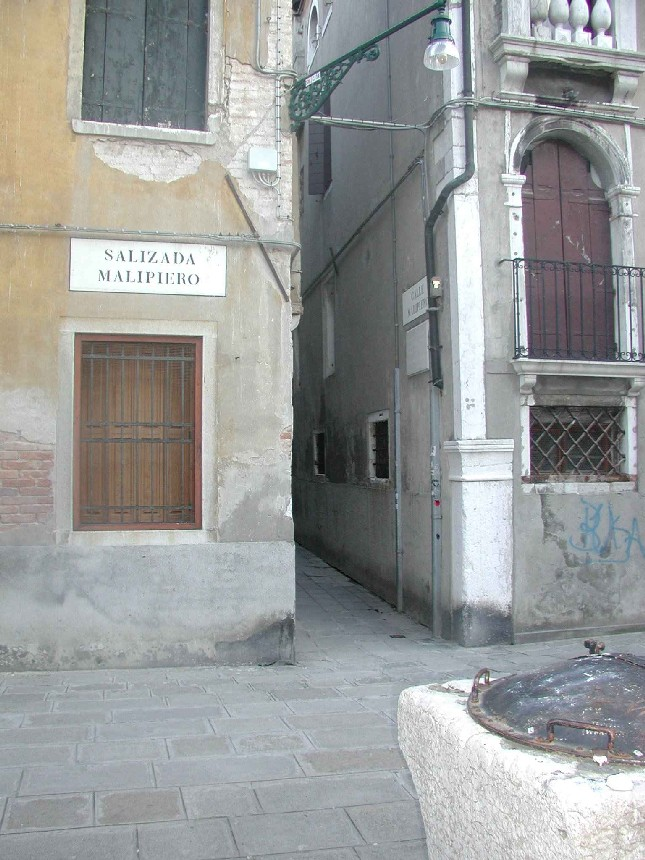
Улица делла Коммедиа (в настоящее время ул. Малипьеро)

Джакомо Джироламо Казанова родился в Венеции на Пасху 2 апреля 1725 года в доме на улице делла Коммедиа (в настоящее время ул. Малипьеро), неподалёку от церкви св. Самуила, где и был крещён. Он был первенцем в семье актёра и танцовщика Гаэтано Джузеппе Казановы (1697—1733) и актрисы Дзанетты Фарусси (1708—1776). У него было пятеро братьев и сестёр: Франческо Джузеппе (1727—1803), Джованни Баттиста (1730—1795), Фаустина Маддалена (1731—1736), Мария Маддалена Антония Стелла (1732—1800) и Гаэтано Альвизо (1734—1783). В то время Венецианская республика считалась европейской «столицей наслаждений», поскольку её правители, будучи политическими и религиозными консерваторами, всё же были терпимы к общественным порокам и поощряли туризм. Венеция считалась обязательным местом посещения в Гран-туре, совершавшемся молодыми аристократами, особенно англичанами. Знаменитый Карнавал, игорные дома и прекрасные куртизанки обладали большой притягательной силой. Эта обстановка взрастила Казанову и сделала его одним из самых знаменитых венецианцев XVIII века.

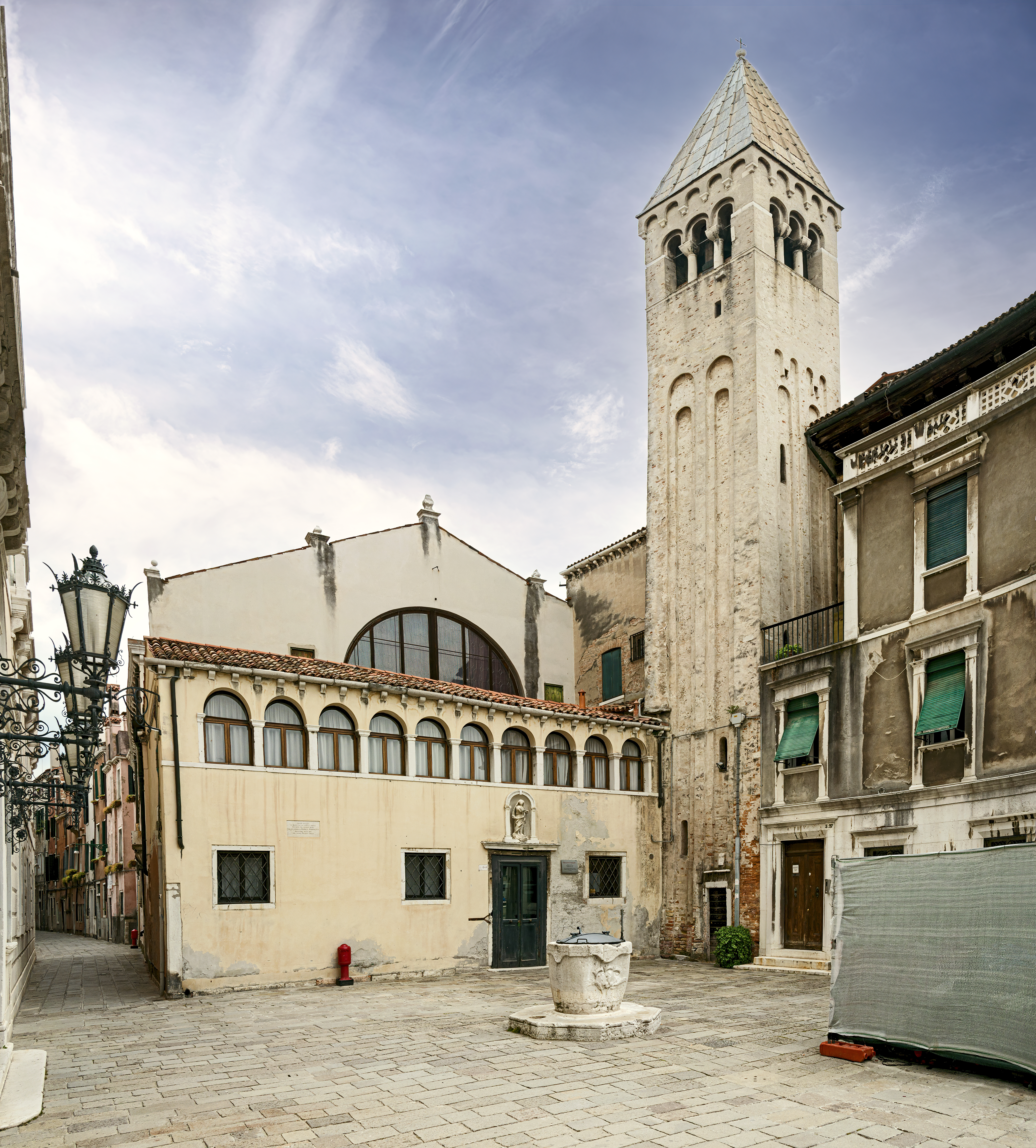
Венеция. Церковь святого Самуила, в которой был крещён Казанова

В детские годы Казанову воспитывала его бабка, Марция Балдиссера, в то время как мать гастролировала с театром по Европе. Отец умер, когда Джакомо было восемь лет. Будучи ребёнком, Казанова страдал от носовых кровотечений, и Марция обратилась за помощью к ведьме: «Оставив гондолу, мы вошли в сарай, где обнаружили старую женщину, сидящую на соломенном тюфяке с чёрной кошкой на руках, вокруг неё было ещё пять или шесть кошек». Хотя применённая ею мазь оказалась недейственной, мальчик был восхищён таинством колдовства. Возможно, для излечения кровотечений, причиной которых, по мнению докторов, была повышенная плотность воздуха Венеции, на свой девятый год рождения Джакомо был послан в пансион, располагавшийся в Падуе, на большем удалении от побережья. Это событие стало горьким воспоминанием для Казановы, который воспринял его как пренебрежение к себе со стороны родителей. «Так они от меня избавились» — сетует он.
Условия содержания в пансионе были ужасными, поэтому мальчик попросил отдать его на попечение аббата Гоцци, своего первого учителя, обучавшего его наукам и игре на скрипке. В 1734 году Джакомо переехал к священнику и проживал с ним и его семьёй по 1737 год. Дом Гоцци стал местом, где Казанова в возрасте одиннадцати лет имел первый контакт с противоположным полом, когда Беттина, младшая сестра Гоцци, ласкалась с ним: Беттина была «красивой, веселой, увлечённой чтением романов… Девушка мне сразу понравилась, хотя я не совсем понимал, почему. Именно она постепенно разожгла в моём сердце первые искры того чувства, которое потом стало моей главной страстью». Позднее Беттина вышла замуж, но Казанова на всю жизнь сохранил привязанность к ней и семье Гоцци.
Казанова рано проявил острый и пытливый ум, гигантскую тягу к знаниям. В ноябре 1737 года, когда ему было всего двенадцать лет, он поступил в Падуанский университет и окончил его в семнадцать лет, в июне 1742 года, получив учёную степень юриста, «к которой… ощущал непреодолимое отвращение». Его попечитель надеялся, что он станет церковным юристом. Казанова также изучал этику, химию, математику, и, кроме того, проявил неподдельный интерес к медицине: «Лучше бы мне позволили сделать то, что я хотел, и стать врачом, для которого профессиональное шарлатанство ещё более пригодно, чем в юридической практике». Он часто назначал свои собственные лекарства себе и своим друзьям. Во время учёбы Казанова начал играть на деньги и быстро оказался в долгах, вследствие чего был вызван в Венецию, где имел неприятную беседу со своей бабушкой; но привычка к игре крепко в нём укоренилась.
По возвращении в Венецию Казанова начал карьеру церковного юриста, работая у адвоката Мандзони, а после принятия пострига он был посвящён в послушники Патриархом Венеции (январь 1741). Продолжая свои университетские занятия, он совершал поездки в Падую и обратно. К тому времени он уже стал настоящим щёголем: был черноглазым, смуглым и высоким, с припудренными, надушенными и тщательно завитыми длинными чёрными волосами. Он быстро обзавёлся покровителем (так он поступал на протяжении всей жизни), 76-летним венецианским сенатором Алвизо Гаспаро Малипьеро, владельцем Палаццо Малипьеро (рядом с домом Казановы в Венеции). Сенатор, который вращался в высших кругах, научил Казанову тому, как вести себя в обществе и разбираться в хорошей пище и вине. Но когда Казанова был уличён во флирте с актрисой Терезой Имер, которую хотел соблазнить сам Малипьеро, последний выгнал обоих из своего дома. Растущая любознательность Казановы в отношении женщин привела его к первому сексуальному опыту с двумя сёстрами, Нанеттой и Марией Саворьян, четырнадцати и шестнадцати лет, которые были дальними родственниками семьи Гримани. Казанова заявлял, что его жизненное призвание окончательно определилось после того первого опыта.

### Начало взрослой жизни
Скандалы омрачили короткую карьеру Казановы в церкви. После смерти своей бабушки (18 марта 1743) Казанова ненадолго поступил в семинарию св. Киприана в Мурано, но уже в апреле 1743 года долги в первый раз привели его в тюрьму — форт св. Андрея. Мать попыталась обеспечить ему место при епископе Бернардо де Бернардис, но Казанова отверг это предложение почти сразу же после посещения Калабрийской епархии. Вместо этого он устроился в Риме секретарём влиятельного кардинала Трояно Аквавивы д’Арагона (январь 1744). На встрече с папой Джакомо дерзко попросил у первосвященника разрешения читать «запрещенные книги» и быть освобождённым от требования есть рыбу в пост, заявив, что такая пища вызывает у него воспаление глаз. Казанова также помогал другому кардиналу, составляя для того любовные письма. Но когда Казанова стал «козлом отпущения» в скандале, в котором была замешана пара несчастных любовников, кардинал Аквавива уволил Казанову, поблагодарив за благодеяние, но тем самым навсегда прервав его церковную карьеру.
В поисках новой сферы деятельности Казанова купил патент офицера Венецианской республики. Прежде всего он позаботился о том, чтобы выглядеть подобающе:

Понимая, что теперь я навряд ли преуспею на поприще церкви, я решил примерить на себя одежду солдата… Я затребовал хорошего портного… он принёс мне всё, в чём я нуждался, чтобы стать воплощённым последователем Марса… Моя униформа была белого цвета, с синим передом и серебряными с золотом эполетами… Я купил длинную саблю, и со своей изящной тростью в руке, в нарядной шляпе с чёрной кокардой, с бакенбардами и накладным хвостом вознамерился впечатлить весь город
В августе 1744 года он примкнул к офицерам венецианского полка острова Корфу, откуда совершил непродолжительную поездку в Константинополь, якобы с целью доставить туда письмо от своего прежнего хозяина кардинала. Он нашёл своё продвижение по службе слишком медленным, обязанности скучными, и умудрился потратить бо́льшую часть жалования, играя в фараон. В октябре 1745 года Казанова прервал свою военную карьеру и вернулся в Венецию.
В возрасте двадцати одного года он решил стать профессиональным игроком, но, проиграв все деньги, оставшиеся от продажи офицерской должности, в поисках работы обратился за помощью к своему старому благодетелю Алвизо Гримани. Казанова начинает свою «третью карьеру», уже в театре Сан-Самуэле, в качестве скрипача, «прислужника высочайшего искусства, которым восхищаются те, кто преуспел, и которого презирают посредственности». Он вспоминал: «Моё занятие не было благородным, но меня это не заботило. Называя всё предрассудками, я вскоре приобрёл все привычки моих опустившихся коллег-музыкантов». Он и некоторые из его коллег «часто проводили… ночи, буяня в разных кварталах города, выдумывая самые скандальные розыгрыши и исполняя их… развлекались, отвязывая пришвартованные у частных домов гондолы, которые потом уносило течением». Они также посылали по ложным вызовам повивальных бабок и врачей.

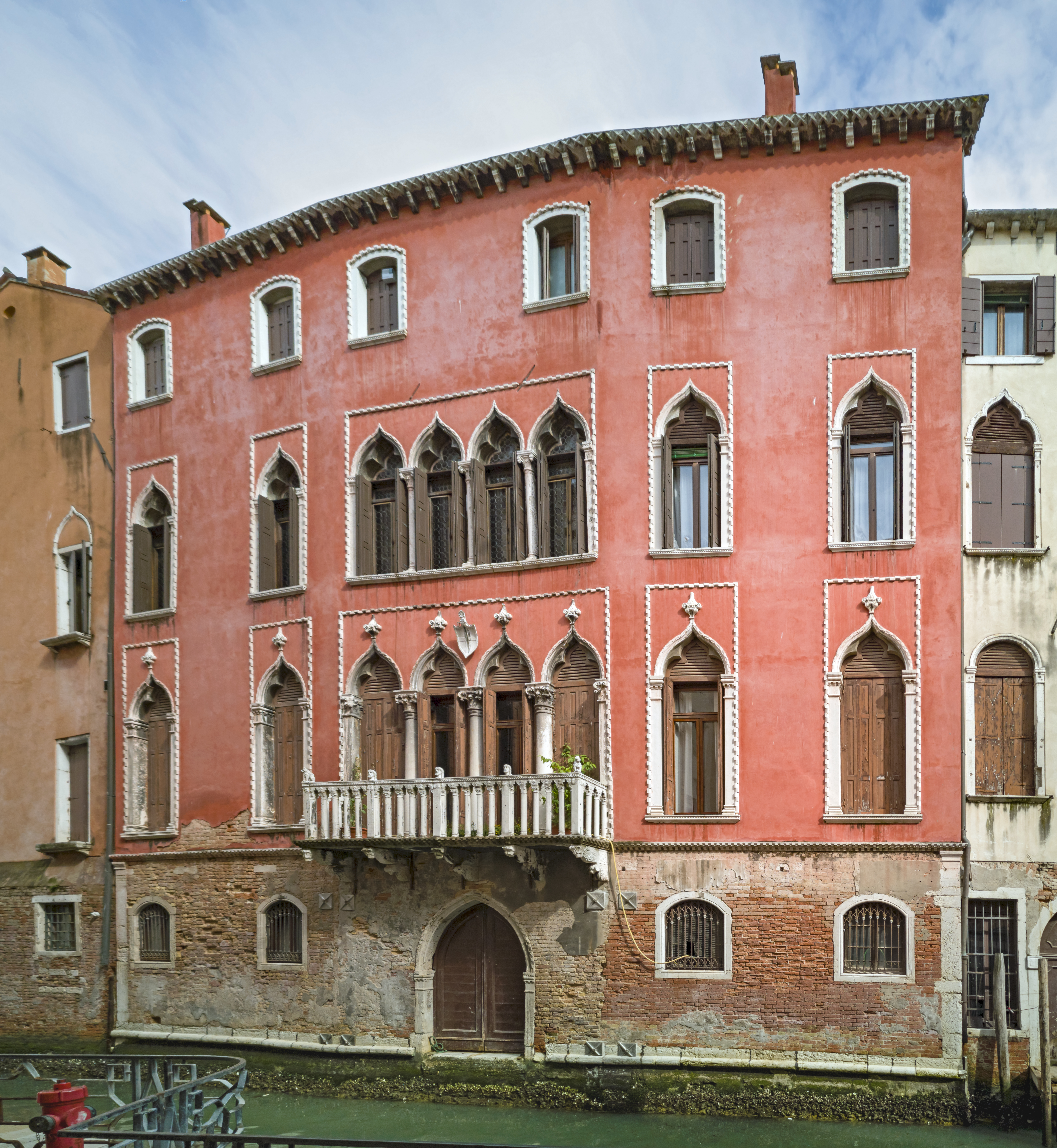
Палаццо Брагадин — резиденция покровителя и приёмного отца Казановы

Фортуна вновь улыбнулась Казанове, недовольному своей участью музыканта, после того как он спас жизнь венецианскому сенатору Джованни ди Маттео Брагадину, которого хватил удар, когда он возвращался со свадебного бала в одной гондоле с Казановой. Они немедленно остановились, чтобы сделать сенатору кровопускание. Затем, уже во дворце сенатора, врач повторно сделал кровопускание и наложил на грудь больному ртутную мазь (в то время ртуть, несмотря на токсичные свойства, считалась универсальным лекарством). Это привело к возникновению сильной лихорадки, и Брагадин стал задыхаться из-за вздувшейся трахеи. Уже был призван священник, так как смерть казалась неизбежной. Однако Казанова взял инициативу в свои руки, изменив ход лечения, и приказав, вопреки протестам присутствовавшего доктора, удалить ртутную мазь с груди сенатора и обмыть её холодной водой. Сенатор оправился от болезни благодаря отдыху и здоровой пище. Поскольку в молодом возрасте Джакомо владел медицинскими знаниями, сенатор и двое его друзей решили, что такой мудрый не по годам юноша должен получить оккультные знания (все трое были каббалистами). Сенатор усыновил Казанову и стал его пожизненным покровителем.
Казанова писал в своих мемуарах:

Я принял самый похвальный, благородный и единственно естественный способ жизни. Я решил поставить себя в такое положение, при котором мне не нужно будет лишать себя предметов первой необходимости. А о том, что именно было мне необходимо, никто не мог судить лучше чем я… Никто в Венеции не мог понять, как может существовать тесная связь между мной и тремя уважаемыми людьми: они, такие возвышенные, и я, такой приземлённый, они, самые строгие в своей морали, и я, ведущий распутный образ жизни.
Последующие три года (с декабря 1745) Казанова провёл под покровительством сенатора, формально числясь его референтом. Он жил как дворянин, великолепно одевался и, что было естественным для него, проводил большую часть своего времени за азартными играми и аморальными поступками. Его патрон был чрезмерно терпимым, но предупреждал Джакомо, что в конце концов придёт расплата за такую распущенность; но тот только «подшучивал над его ужасными пророчествами, не изменяя своего образа жизни». Однако приёмному сыну сенатора всё-таки пришлось покинуть Венецию из-за ещё бо́льших скандалов. Казанова решил отомстить своему недругу, разыграв его, и для этого выкопал труп недавно похороненного человека — но жертву розыгрыша неизлечимо парализовало. В другом случае одна девица обманом обвинила его в изнасиловании и обратилась к властям. Позже Казанова был оправдан из-за отсутствия доказательств его вины, но к тому времени он уже сбежал из Венеции: ему инкриминировались воровство, богохульство и чернокнижие (январь 1749 г.).
Удалясь в Парму, Казанова завязал трёхмесячный роман с француженкой, которую он называл «Генриеттой». По-видимому, это была самая сильная любовь, которую он когда-либо испытывал: эта дама соединяла в себе красоту, ум, хорошее воспитание. По его словам «те, кто верит, что женщина не может сделать мужчину счастливым все двадцать четыре часа в сутки, никогда не знали Генриетту. Радость, наполнявшая мою душу, была значительно бо́льшей днём, когда я разговаривал с ней, нежели ночью, когда она была в моих объятьях. Будучи очень начитанной и обладая врождённым вкусом, Генриетта правильно судила обо всём». Она так же проницательно судила и о Казанове. Известный исследователь Казановы Дж. Райвз Чайлдз писал:

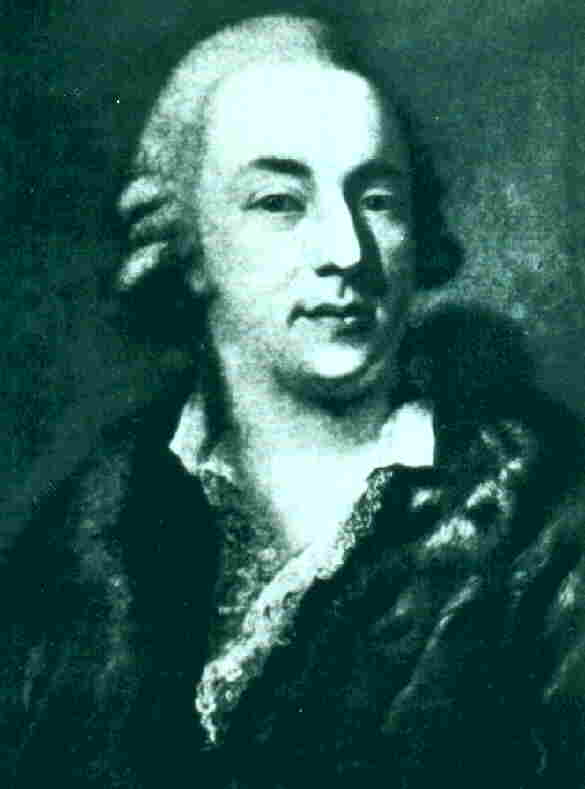
Портрет Казановы, написанный венецианским живописцем Алессандро Лонги

Вероятно, ни одна женщина так не захватила Казанову как Генриетта; немногие женщины обладали таким глубоким пониманием его. Она проникла внутрь его внешней оболочки в самом начале их связи, сопротивляясь соблазну соединить свою судьбу с его. Она разгадала его переменчивую натуру, отсутствие благородного происхождения и ненадёжность его финансов. Перед отъездом она сунула ему в карман пятьсот луидоров — знак своей оценки Казановы.

### Гран-тур
Весь 1749 год Казанова провёл в странствиях по Италии (Милан, Мантуя, Чезена, Парма). В унынии и отчаянии он возвратился в Венецианскую республику, но, выиграв в карты большой куш, ожил духом и отправился в Гран-тур, достигнув Парижа в 1750 году. По пути, следуя от одного города к другому, он ввязывался в амурные приключения, напоминающие оперные сюжеты. В Лионе он стал членом масонского общества, привлекшего его своими тайными ритуалами. Общество притягивало к себе людей, обладавших интеллектом и влиянием, что впоследствии оказалось весьма полезным для Казановы: он получил ценные контакты и доступ к скрытым знаниям. Он также присоединился к Ордену Розы и Креста.
Казанова пробыл в Париже два года, большую часть времени проводя в театре и выучив французский язык. Он завязал знакомства с представителями парижской аристократии. Но вскоре его многочисленные любовные связи были замечены полицией (подобно тому, как это было почти в каждом из посещённых им городов).
Казанова перевёл трагедию Каюзака «Зороастр» с французского на итальянский, и в феврале 1752 года её поставили в Королевском театре Дрездена (итальянская труппа). В Дрездене он повстречался со своей матерью, братом и сестрой. С осени 1752 г. по май 1753 г. Джакомо путешествовал по Германии и Австрии. В это время он сочинил собственные комедии «Фессалийки, или Арлекин на шабаше» и «Молюккеида» (в трех актах, ныне утеряна). Последняя была сыграна в Королевском театре Дрездена 22 февраля 1753 года и хорошо принята публикой. Более строгая моральная атмосфера Вены и Праги пришлась ему не по нраву. В 1753 году он вернулся в Венецию, где возобновил свои выходки, чем нажил себе немало врагов и привлёк внимание инквизиции. Его полицейское досье превратилось в растущий список богохульств, соблазнений, драк и ссор в общественных местах. Государственный шпион Джованни Мануччи был привлечён к тому, чтобы разузнать об отношении Казановы к каббализму, его причастности к масонству и наличии запрещённых книг в его библиотеке. Сенатор Брагадин, сам будучи бывшим инквизитором, настоятельно посоветовал своему приёмному сыну немедленно уехать, чтобы избежать самых серьёзных последствий.

### Тюрьма и побег

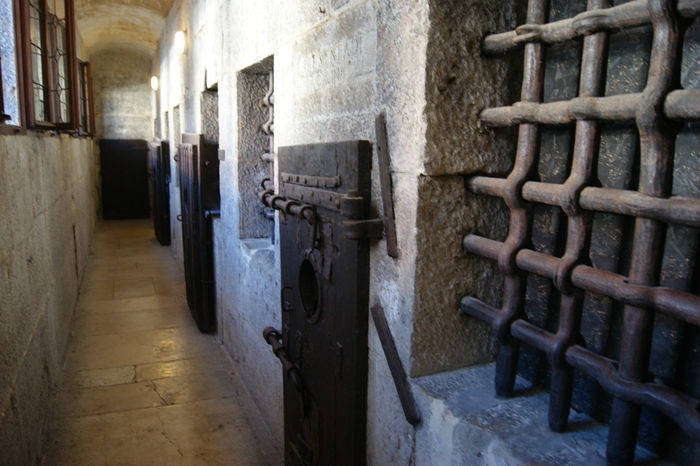
Тюрьма Пьомби

На следующий день, 26 июля 1755 года (в возрасте тридцати лет) Казанова был арестован: «Трибунал, узнав о серьёзных преступлениях, совершённых Дж. Казановой публично против святой веры, постановил арестовать его и поместить в Пьомби („Свинцовую тюрьму“)». Эта тюрьма состояла из семи камер на верхнем этаже восточного крыла Дворца дожей и была предназначена для заключённых высокого положения и политических преступников. Своё название она получила по свинцовым плитам, покрывавшим крышу дворца. Казанова был без суда приговорён к пяти годам заключения в этой тюрьме, из которой ещё ни разу не было ни одного побега. Согласно мемуарам Казановы, существенным доказательством его вины было то, что у него обнаружили книгу Зогар («Зекор-бен») и другие книги по магии.
Он находился в одиночном заключении, имея при себе одежду, тюфяк, стол и кресло, в «наихудшей из всех камер», где ужасно страдал от темноты, летнего зноя и «миллионов блох». Вскоре он был помещён к другим заключённым, и после пяти месяцев и личного прошения графа Брагадина ему выдали тёплую зимнюю постель и ежемесячное пособие на приобретение книг и хорошей еды. Во время прогулок по тюремному чердаку он нашёл кусок чёрного мрамора и железный прут, которые смог пронести в свою камеру. Он спрятал прут внутри кресла. Временно находясь без сокамерников, Казанова в течение двух недель затачивал этот прут на камне и превратил его в пику (эспонтон). Затем он начал долбить деревянный пол под своей кроватью, зная, что его камера находилась прямо над кабинетом инквизитора. Казанова задумал побег во время карнавала, когда никого из служащих не должно было быть в кабинете под ним. Но всего за три дня до намеченного срока, несмотря на его протесты и заверения в том, что он был совершенно счастлив там, где находился всё это время, Казанова был переведён в бо́льшую по размерам светлую камеру с окном. Вот что он написал позднее о том, как чувствовал себя при этом: «Я сидел в креслах, словно поражённый громом, и недвижимый как статуя, понимая, что все мои труды пошли прахом, но раскаиваться мне не в чем. У меня отняли надежду, и я не мог доставить себе иного облегчения, кроме как не думать о том, что со мною станется дальше».
Преодолев своё отчаяние, Казанова разработал новый план побега. Он тайно связался с заключённым из соседней камеры, отцом Бальби (священником-отступником) и договорился с ним о помощи. Казанове удалось передать Бальби пику, спрятанную в Библии, на которую одураченный тюремщик поставил блюдо макарон. Отец Бальби проделал проём в потолке своей камеры, выбрался наверх и сделал дыру в потолке камеры Казановы. Для нейтрализации своего нового сокамерника-шпиона Казанова воспользовался его суевериями и тем самым принудил его к молчанию. Когда Бальби проделал отверстие в потолке своей камеры, Казанова выбрался через него, оставив записку с цитатой из 117-го Псалма (по Вульгате): «Не умру, но буду жить и возвещать дела Господни».

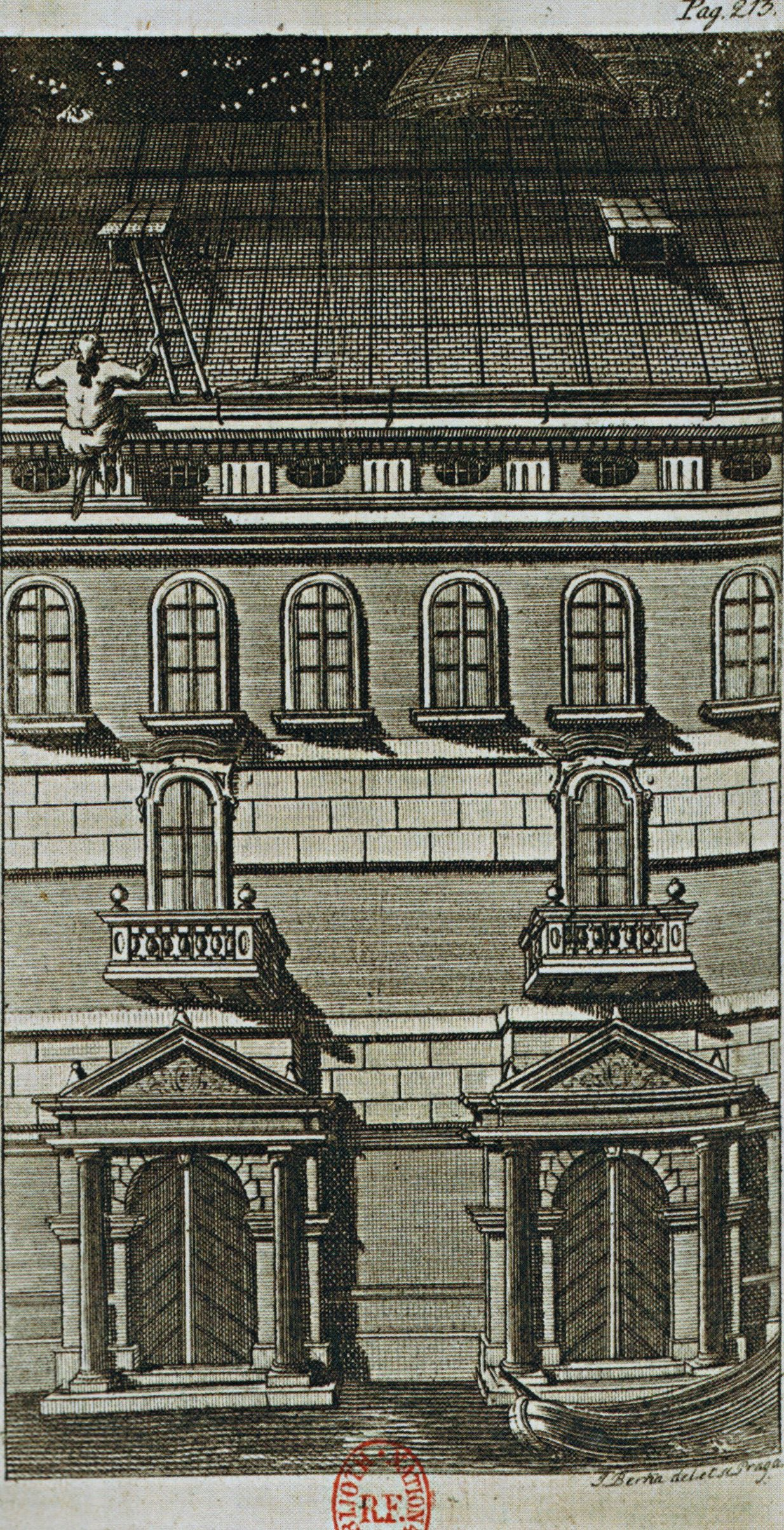
Побег Казановы из тюрьмы Пьомби во Дворце дожей

Шпион остался внутри, слишком напуганный последствиями в случае, если он будет пойман вместе с остальными. Казанова и Бальби выбрались через свинцовые плиты на крышу дворца Дожей, окутанную густым туманом. Поскольку крыша располагалась слишком высоко над ближайшим каналом, беглецы проникли в здание через слуховое окно, разломав решётку над ним и разбив его. На крыше они нашли длинную лестницу, и с помощью верёвки, которую Казанова заранее свил из простыни, спустились в комнату, пол которой находился в семи с половиной метрах под ними. Здесь они отдохнули до следующего утра, а затем переоделись, взломали замок на выходной двери, прошли мимо галерей и комнат по коридору дворца и спустились по ступеням. Внизу они убедили стража в том, что их по ошибке закрыли во дворце после окончания рабочего дня, и вышли через последнюю дверь. Было шесть часов утра 1 ноября 1756 года, когда они, взяв гондолу, уплыли на материк. В конце концов Казанова прибыл в Париж. Это случилось 5 января 1757 года, в тот самый день, когда Робер-Франсуа Дамьен совершил неудачное покушение на Людовика XV. Позже Казанова увидел и описал жестокую казнь злоумышленника.
Скептики спорят, что побег Казановы был невероятен, и что он получил свободу подкупом при помощи своего покровителя. Однако в государственных архивах сохранились некоторые подтверждения рассказу авантюриста, в том числе сведения о ремонте потолка камер. Спустя тридцать лет Казанова написал «Историю моего побега», получившую большую популярность и переведённую на многие языки. Описание этого события он повторил и в своих мемуарах. Характерно суждение Казановы об этом подвиге:

Так Господь готовил мне всё необходимое для побега, каковой должен был стать если не чудом, то событием, достойным удивления. Признаюсь, я горд, что бежал; но гордость моя происходит не от того, что мне удалось это сделать — здесь большая доля везения, но от того, что я счёл это осуществимым и имел мужество привести свой замысел в исполнение.

### Снова в Париже
Он знал, что его пребывание в Париже может затянуться, и поэтому стал действовать сообразно обстоятельствам: «Я видел: чтоб преуспеть, должно мне поставить на кон все свои дарования, физические и духовные, свести знакомство с людьми сановными и влиятельными, всегда владеть собой, перенимать мнения тех, кому, как я увижу, надобно будет понравиться». Казанова стал зрелым человеком, и на этот раз в Париже он был уже более расчётливым и осторожным, хотя временами всё ещё полагался на свои решительные действия и быстроту мышления. Его первой задачей было найти нового покровителя. Таковым стал его старый друг де Берни, теперь уже министр иностранных дел Франции. Де Берни посоветовал Казанове найти способы изыскания денег для государства, чтобы быстро преуспеть. Очень скоро Джакомо стал одним из распорядителей первой государственной лотереи и лучшим продавцом её билетов (первый тираж лотереи состоялся 18 апреля 1758). Это предприятие незамедлительно принесло ему существенную выгоду. Имея деньги, он стал вхожим в высший свет и завязал новые романы. Своим оккультизмом он одурачил многих знатных господ, в особенности маркизу Жанну д’Юрфе: прекрасная память позволила ему представиться знатоком нумерологии. С точки зрения Казановы «обман дурака является делом, достойным умного человека».
Казанова объявил себя розенкрейцером и алхимиком, что снискало ему популярность среди наиболее выдающихся фигур того времени, включая маркизу де Помпадур, графа Сен-Жермена, Даламбера и Жан-Жака Руссо. Алхимия, и в особенности поиски философского камня, были настолько популярными среди аристократии, что спрос на Казанову с его пресловутым знанием был велик, и он неплохо заработал на этом. Однако он встретил конкурента в лице графа Сен-Жермена: «Этот необычный человек, прирождённый обманщик, безо всякого стеснения, как о чём-то само собою разумеющемся, говорил, что ему триста лет, и он владеет панацеей от всех болезней, что у природы нет от него тайн, и он умеет плавить бриллианты и из десяти — двенадцати маленьких сделать один большой, того же веса и притом чистейшей воды».
Де Берни решил послать Казанову в Дюнкерк со шпионской миссией (август-сентябрь 1757). Джакомо хорошо заплатили за его недолгую работу, которая подвигла его впоследствии высказать одно из немногих замечаний против старого режима и класса, от которого зависело его собственное благополучие. Оглядываясь на прошлое, он заметил: «Все французские министры одинаковы. Они расточали деньги, добытые из чужих карманов, чтобы обогатиться самим, и власть их была безграничной: люди из низших классов считались за ничто, и неизбежными результатами этого явились долги государства и расстройство финансов. Революция была необходима».
С началом Семилетней войны к Джакомо снова обратились за помощью в пополнении казны. Ему была доверена миссия по продаже государственных облигаций в Амстердаме, поскольку Голландия в то время была финансовым центром Европы. Он сумел продать облигации со скидкой всего лишь в восемь процентов (октябрь — декабрь 1758 г.), и его заработок позволил ему основать на следующий год шёлковую мануфактуру. Французское правительство даже пообещало ему титул и пенсию в том случае, если он примет французское гражданство и станет работать на министерство финансов, но Казанова отклонил это лестное предложение — возможно, потому, что это помешало бы его страсти к путешествиям. Казанова достиг апогея своей судьбы, но не смог на нём удержаться. Он плохо управлял своим бизнесом, влез в долги, пытаясь его спасти, и потратил бо́льшую часть своего состояния на беспрерывные связи с работницами своей мануфактуры, которых он называл своим «гаремом».
За долги Казанова был снова арестован и на этот раз заключён в тюрьму Форлевек, но был освобожден из неё спустя четыре дня благодаря заступничеству маркизы д’Юрфе. К несчастью Джакомо, его покровитель де Берни к тому времени был уволен Людовиком XV, и враги Казановы стали преследовать его. Стремясь отдалиться от этих неприятностей, авантюрист продал остатки своего имущества и добился своей второй отсылки со шпионскими целями в Голландию, куда и отбыл 1 декабря 1759 года.

### В бегах
Однако на этот раз его миссия провалилась, и он бежал в Кёльн, а затем (весной 1760 года) — в Штутгарт, где удача окончательно отвернулась от него. Он был вновь арестован за долги, но смог сбежать в Швейцарию. Устав от своей распутной жизни, Казанова посетил монастырь в Айнзидельне, где задумался о возможности изменить свою долю и стать скромным высокообразованным монахом. Он вернулся в гостиницу, чтобы поразмышлять о своих намерениях, но там встретил новый объект вожделения, и все его благие помыслы о монашеской жизни тотчас улетучились, уступив место привычным инстинктам. Продолжив странствия, он посетил Альбрехта фон Галлера и Вольтера (последнего дважды), затем побывал в Марселе, Генуе, Флоренции, Риме, Неаполе, Модене и Турине, затевая по пути любовные авантюры.
В 1760 году Казанова начал называть себя «шевалье де Сенгальт» — именем, которым он будет всё чаще пользоваться до конца жизни. Иногда он представлялся графом де Фарусси (по девичьей фамилии матери), а с тех пор как папа Климент XIII наградил его орденом Золотой шпоры и званием папского протонотария, на его груди красовался впечатляющего вида крест на ленте.
В 1762 году, вернувшись в Париж, он затеял свою самую возмутительную аферу — убедить свою старую жертву маркизу д’Юрфе в том, что он сможет при помощи оккультных сил превратить её в юношу. Однако этот план не принёс Казанове ожидаемой прибыли, а маркиза д’Юрфе окончательно разуверилась в нём.
В июне 1763 года Казанова отправился в Англию, надеясь продать её властям идею государственной лотереи. Об англичанах он пишет так: «Эти люди имеют особенное свойство, присущее всей нации, которое заставляет их считать себя превыше всех остальных. Эта вера является общей для всех наций, каждая из которых считает себя наилучшей. И все они правы». Опираясь на свои связи и потратив бо́льшую часть драгоценностей, украденных им у маркизы д’Юрфе, он добился аудиенции у короля Георга III. «Обрабатывая» политических деятелей, Казанова, как обычно, не забывал и об амурных похождениях. Не говоря как следует по-английски, но желая найти женщин для своих удовольствий, он поместил в газету объявление о том, что «порядочный человек» снимет квартиру. Он опросил многих молодых женщин, пока не остановился на «госпоже Полине», которая его устроила. Вскоре Казанова поселился в её квартире и соблазнил хозяйку. Многочисленные интимные связи наградили его венерическим заболеванием, и в марте 1764 года, будучи обвинённым в мошенничестве, Джакомо, разорённый и больной, покинул Англию.
Казанова уехал в Бельгию, где оправился от болезни и пришёл в себя. В последующие три года он странствовал по Европе, проехав около 4500 миль в карете по плохим дорогам (в среднем карета могла преодолевать до 30 миль в сутки). И вновь его главной целью было продать свою схему лотереи правительствам других стран, повторив тот большой успех, который эта затея имела во Франции. Но встреча с Фридрихом Великим (август 1764 г.) ничего ему не принесла, также, как и посещение других немецких земель. В 1765 году полезные знакомства и уверенность в успехе задуманного привели Казанову в Россию, к Екатерине Великой, но императрица категорически отклонила идею лотереи.
В 1766 г. его изгнали из Варшавы после дуэли на пистолетах (5 марта 1766 г.) с полковником графом Браницким, спровоцированной приятельницей обоих, первой танцовщицей варшавского театра Бинетти из-за её соперничества с другой танцовщицей, королевской фавориткой Катериной Катаи Томатис. Оба дуэлянта были ранены, Казанова — в левую руку. Рука зажила сама после того, как Казанова отверг рекомендации докторов ампутировать её. Куда бы он ни приезжал, ему так и не удавалось найти покупателя своей лотереи. В 1767 году его заставили покинуть Вену (за шулерство). В том же году, возвратившись на несколько месяцев в Париж, он ударился в азартные игры, но и эта поездка закончилась плачевно: в ноябре он был изгнан из Франции личным приказом Людовика XV (главным образом, из-за его аферы с маркизой д’Юрфе). Теперь, когда дурная слава о его безрассудном поведении прошла по Европе, ему уже сложно было преодолеть её и добиться успеха. Поэтому он направился в Испанию, где о нём почти не знали. Он попробовал применить свой обычный подход, полагаясь на свои знакомства (в основном, среди масонов), выпивая и обедая с высокопоставленными лицами и в конце концов пытаясь получить аудиенцию у монарха, в данном случае, у короля Карла III. Но так ничего и не добившись, он был вынужден безуспешно колесить по Испании (1768). В Барселоне его едва не убили, и он оказался в тюрьме на шесть недель. Там он написал «Опровержение „Истории Венецианского государства“ Амело де ла Уссе». Потерпев неудачу в своем испанском турне, он возвращается во Францию, а затем — и в Италию (1769).

### Возвращение в Венецию

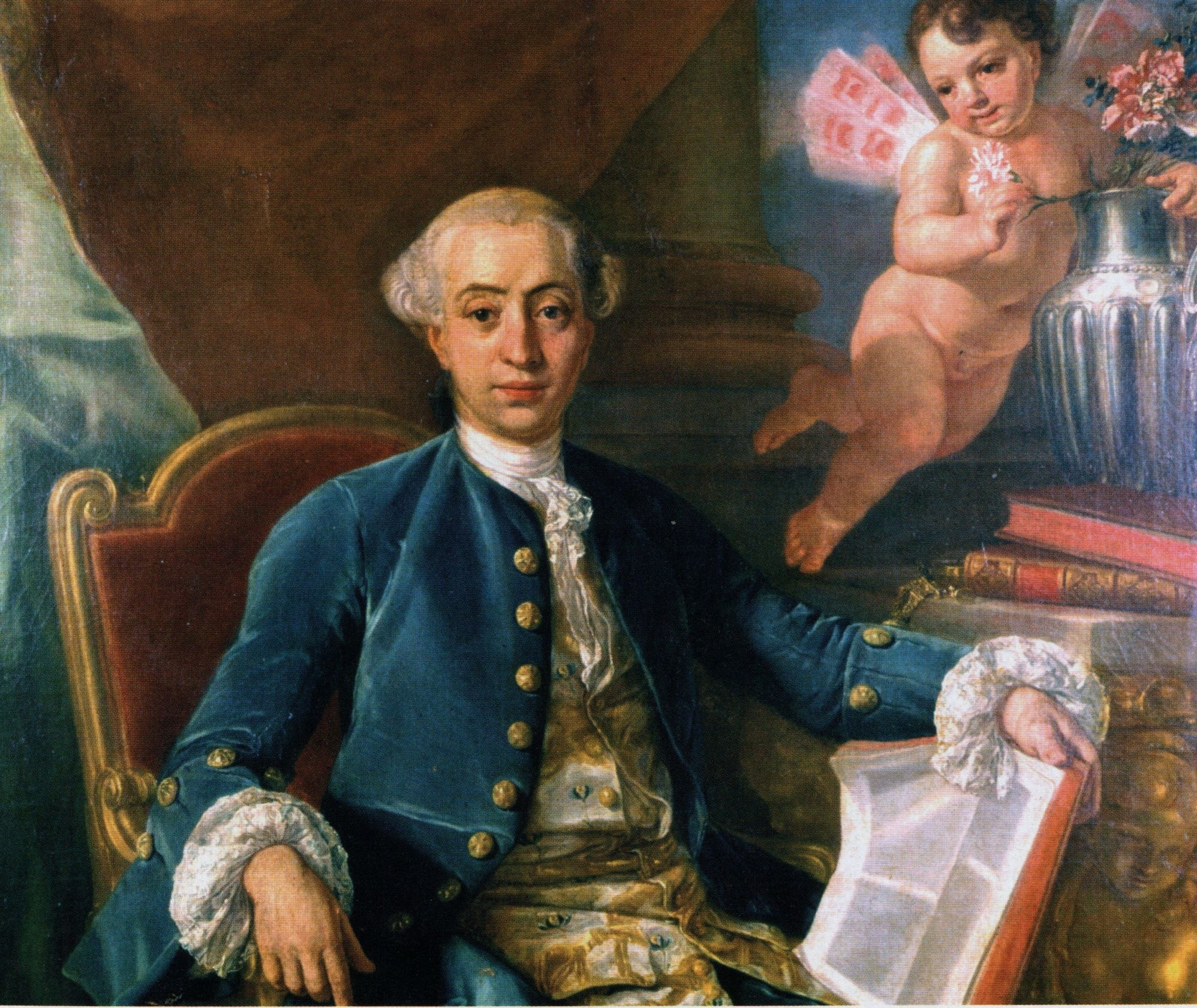
Предположительный портрет Джакомо Казановы, приписываемый кисти Франческо Наричи

Казанова жил в нескольких городах Италии. Он вспоминал: «В начале апреля 1770 года я задумал попытать счастья и отправиться в Ливорно, чтобы предложить свои услуги графу Алексею Орлову, командовавшему эскадрой, которая направлялась в Константинополь». Но граф Орлов отказался от его помощи, и Джакомо уехал в Рим.
В Риме Казанова должен был подготовить своё возвращение в Венецию. Ожидая, пока его сторонники добудут для него разрешение на въезд, Казанова начал переводить на итальянский язык «Илиаду», писать книгу «История смуты в Польше» и комедию. Его принимают в литературных академиях — Аркадианской и Accademia degli Infecondi (1771). В декабре 1771 года его выслали во Флоренцию, откуда он перебрался в Триест. Чтобы снискать расположение венецианских властей, Казанова занялся коммерческим шпионажем в их пользу. Однако, выждав несколько месяцев, но так и не получив разрешения на въезд, он написал напрямую инквизиторам. Наконец, долгожданное разрешение было прислано, и, разрыдавшись от волнения, Джакомо прочёл: «Мы, государственные инквизиторы, по известным нам причинам даём Джакомо Казанове свободу … наделяя его правом приезжать, уезжать, останавливаться и возвращаться, иметь связи где ему будет угодно без разрешения и помех. Такова наша воля». Казанове было позволено вернуться в Венецию в сентябре 1774 года, после восемнадцати лет изгнания.
Поначалу он был сердечно принят и стал знаменитостью. Даже инквизиторы пожелали узнать, как ему удалось сбежать из их тюрьмы. Из трёх его покровителей только Дандоло был ещё жив, и Казанова был приглашён поселиться у него. Он получал небольшое пособие от Дандоло и надеялся жить продажей своих сочинений, но этого оказалось недостаточно. И он скрепя сердце продолжил заниматься шпионажем в пользу правительства Венеции. Его доклады оплачивались сдельно и касались вопросов религии, морали и коммерции; по большей части они основывались на слухах и сплетнях, полученных от знакомых. Он был разочарован, поскольку не видел для себя заманчивых финансовых перспектив, и для него были открыты лишь немногие двери — так же, как и в прошлом.
Когда Джакомо исполнилось сорок девять, в его облике проявились черты, говорящие о годах безрассудной жизни и тысячах пройденных им миль. Оспины, ввалившиеся щёки и крючковатый нос становились всё более заметными. Его развязные манеры стали более сдержанными. Князь Шарль-Жозеф де Линь, друг Казановы (и дядя его будущего работодателя), так описал его в период около 1784 года:

Он был бы красив, когда бы не был уродлив: высок, сложен как Геркулес, лицо смуглое; в живых глазах, полных ума, всегда сквозит обида, тревога или злость, и оттого-то он кажется свирепым. Его проще разгневать, чем развеселить, он редко смеется, но любит смешить; его речи занимательны и забавны, в них есть что-то от паяца Арлекина и от Фигаро.
Оригинальный текст (фр.)Ce serait un bien bel homme s’il n’était pas laid ; il est grand, bâti en Hercule, mais a un teint africain ; des yeux vifs, pleins d’esprit à la vérité, mais qui annoncent toujours la susceptibilité, l’inquiétude ou la rancune, lui donnent un peu l’air féroce, plus facile à être mis en colère qu’en gaieté. Il rit peu, mais il fait rire. Il a une manière de dire les choses qui tient de l’Arlequin balourd et du Figaro, ce qui le rend très plaisant.
Венеция переменилась для Казановы. Теперь у него было мало денег для азартных игр, мало сто́ящих женщин, желающих его, мало знакомых, чтобы оживлять его скучные дни. До него дошли известия о смерти матери (в Дрездене в ноябре 1776 года). Ещё более горькие чувства он испытал, когда навестил умирающую Беттину Гоцци: женщина, которая когда-то познакомила его с интимными ласками, теперь скончалась у него на руках. Его «Илиада» была издана в трёх томах (1775—1778), но для ограниченного числа подписчиков, и принесла мало денег. Казанова затеял публичный диспут с Вольтером о религии, опубликовав «Размышления над „Похвальными письмами г-ну Вольтеру“». Когда он спросил: «Предположим, Вам удастся разрушить суеверие. Чем Вы его замените?» — Вольтер ответил: «Как это мне нравится! Когда я освобожу человечество от свирепого чудовища, пожирающего его, неужели меня спросят о том, чем я заменю его?» С точки зрения Казановы, если Вольтер «был истинным философом, ему следовало бы хранить молчание об этом предмете… народ должен пребывать в невежестве для сохранения общего спокойствия в стране».

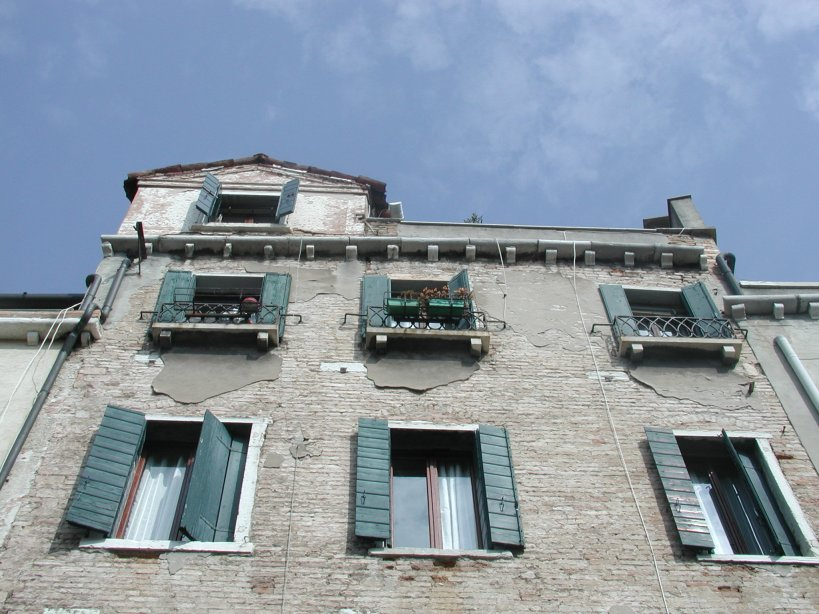
Последнее пристанище Казановы в Венеции

В 1779 году Казанова встретил Франческу Бускини, необразованную швею, которая стала его сожительницей, домохозяйкой, и беззаветно полюбила его. В том же году инквизиторы назначили ему постоянную заработную плату, дав задание исследовать торговлю между Папской областью и Венецией. Его прочие затеи, связанные с публикацией своих произведений и театральными постановками, потерпели неудачу — в основном, из-за нехватки средств. Что хуже, в январе 1783 года Казанове снова пришлось покинуть Венецию, поскольку его предупредили, что над ним нависла угроза официального изгнания или заключения в тюрьму из-за сочинённой им желчной сатиры, высмеивающей венецианских патрициев (главным образом, Карло Гримани, который поступил непорядочно по отношению к Джакомо). Это произведение содержит единственное публичное признание автора в том, что его настоящим отцом, возможно, был венецианский патриций Микеле Гримани (считающийся отцом его обидчика Карло).
Вынужденный возобновить свои странствия, Казанова прибыл в Париж, и в ноябре 1783 года, во время доклада, посвящённого воздухоплаванию, встретился с Бенджамином Франклином. С февраля 1784 по апрель 1785 года Казанова служил секретарём Себастьяна Фоскарини, венецианского посла в Вене. Он также познакомился с Лоренцо да Понте, либреттистом Моцарта, который написал о Казанове: «этот необычный человек никогда не любил оказываться в неловком положении». Записи Казановы свидетельствуют о том, что, возможно, он давал Да Понте советы, касающиеся либретто оперы Моцарта «Дон Жуан».

### Последние годы в Богемии

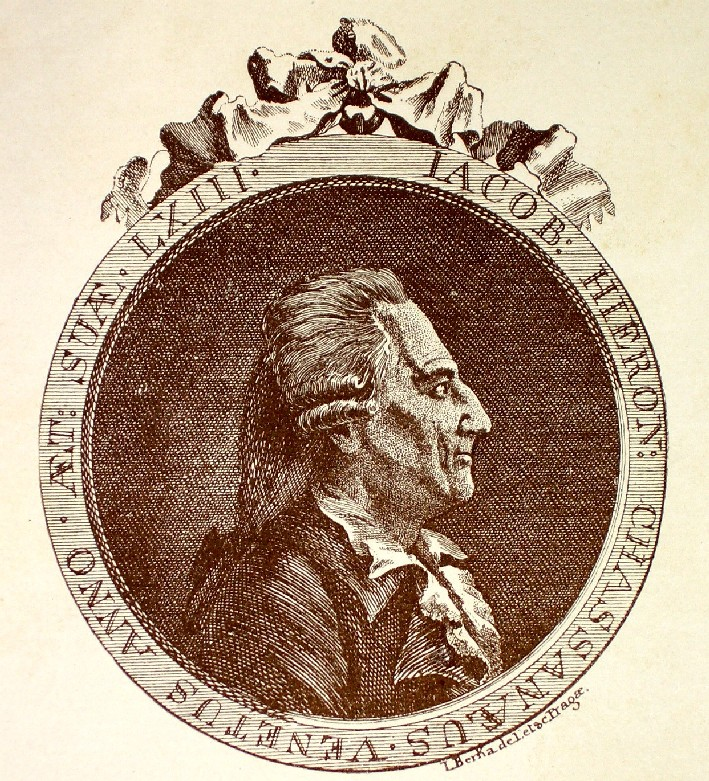
Казанова в марте 1788 года в возрасте 62 лет. Медальон, использованный в качестве фронтисписа к изданию «Икозамерона» в том же году, гравёр — Йоганн Берка (Johann Berka) (1758—ок. 1815), Прага

В 1785 году, после смерти Фоскарини, Казанова начал подыскивать себе другое место. Несколько месяцев спустя он стал смотрителем библиотеки графа Йозефа Карла фон Вальдштейна, камергера императора, в замке Дукс в Богемии (Духцовский замок, Чехия). Граф, будучи сам франкмасоном, каббалистом и заядлым путешественником, привязался к Казанове, когда они встретились годом ранее в резиденции посла Фоскарини. Хотя служба у графа Вальдштейна обеспечила Казанове безопасность и хороший заработок, он описывает свои последние годы как принесшие скуку и разочарование, хотя они оказались самыми продуктивными для его творчества. Его здоровье сильно ухудшилось, и он находил жизнь среди крестьян лишённой вдохновения. Он мог только время от времени ездить в Вену и Дрезден для отдыха. Хотя Казанова был в хороших отношениях с работодателем, тот был значительно моложе его и имел свои прихоти. Граф часто игнорировал его за столом и не знакомил с важными гостями. Более того, Казанова, вспыльчивый чужак, вызывал к себе сильную неприязнь со стороны других обитателей замка. Казалось, единственными друзьями Джакомо были его собственные фокстерьеры. В отчаянии Казанова задумался было о самоубийстве, но затем решил жить, чтобы записать свои мемуары, чем он и занимался до самой смерти.
В 1797 г. до Казановы дошли сведения о том, что Республика Венеция прекратила своё существование и захвачена Наполеоном Бонапартом. Но было слишком поздно возвращаться домой. Казанова умер 4 июня 1798 года, в возрасте семидесяти трёх лет. Как передают, его последними словами были: «Я жил как философ и умираю христианином».

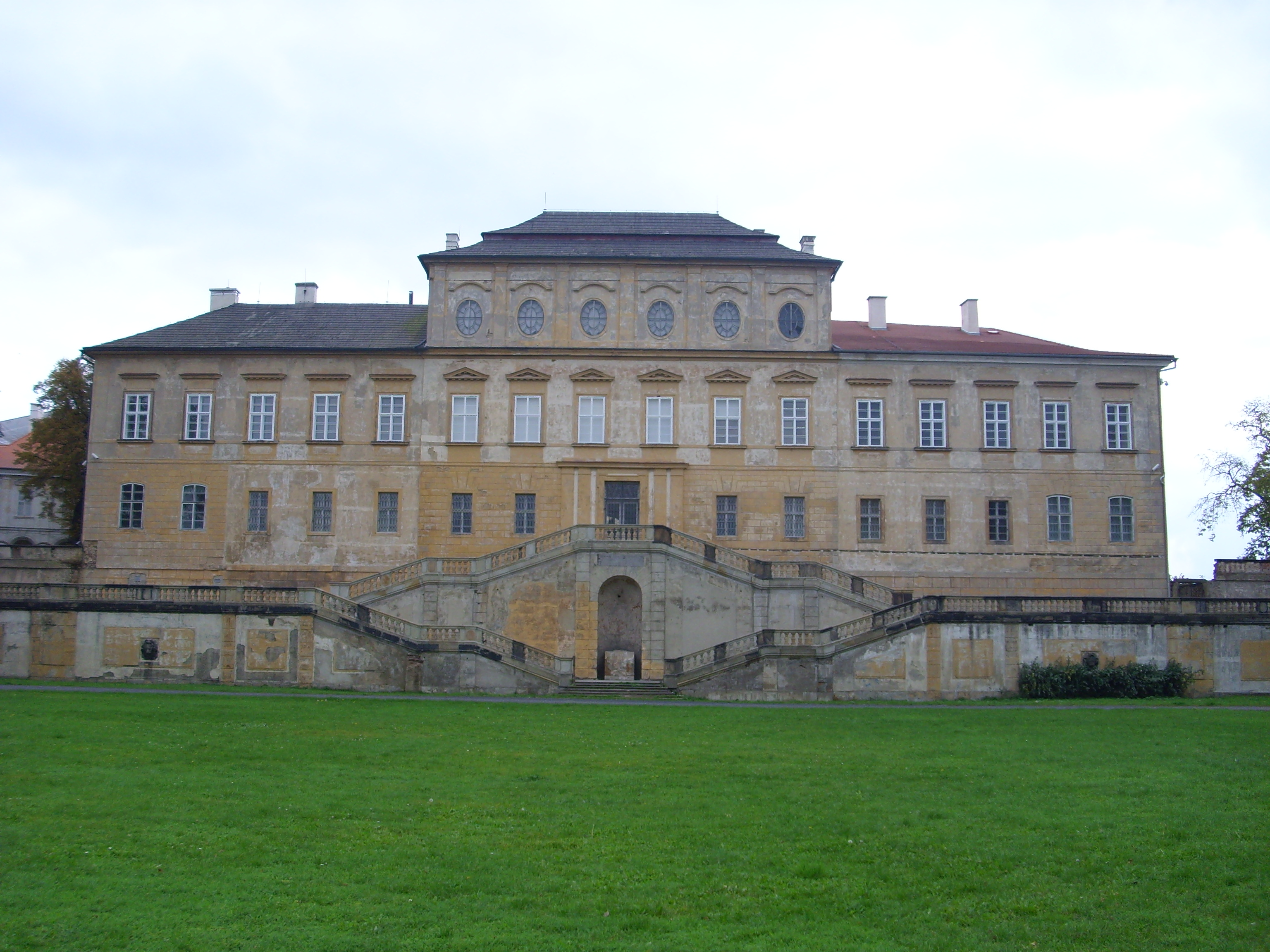
Замок Духцов в Богемии, где с 1785 года жил Казанова

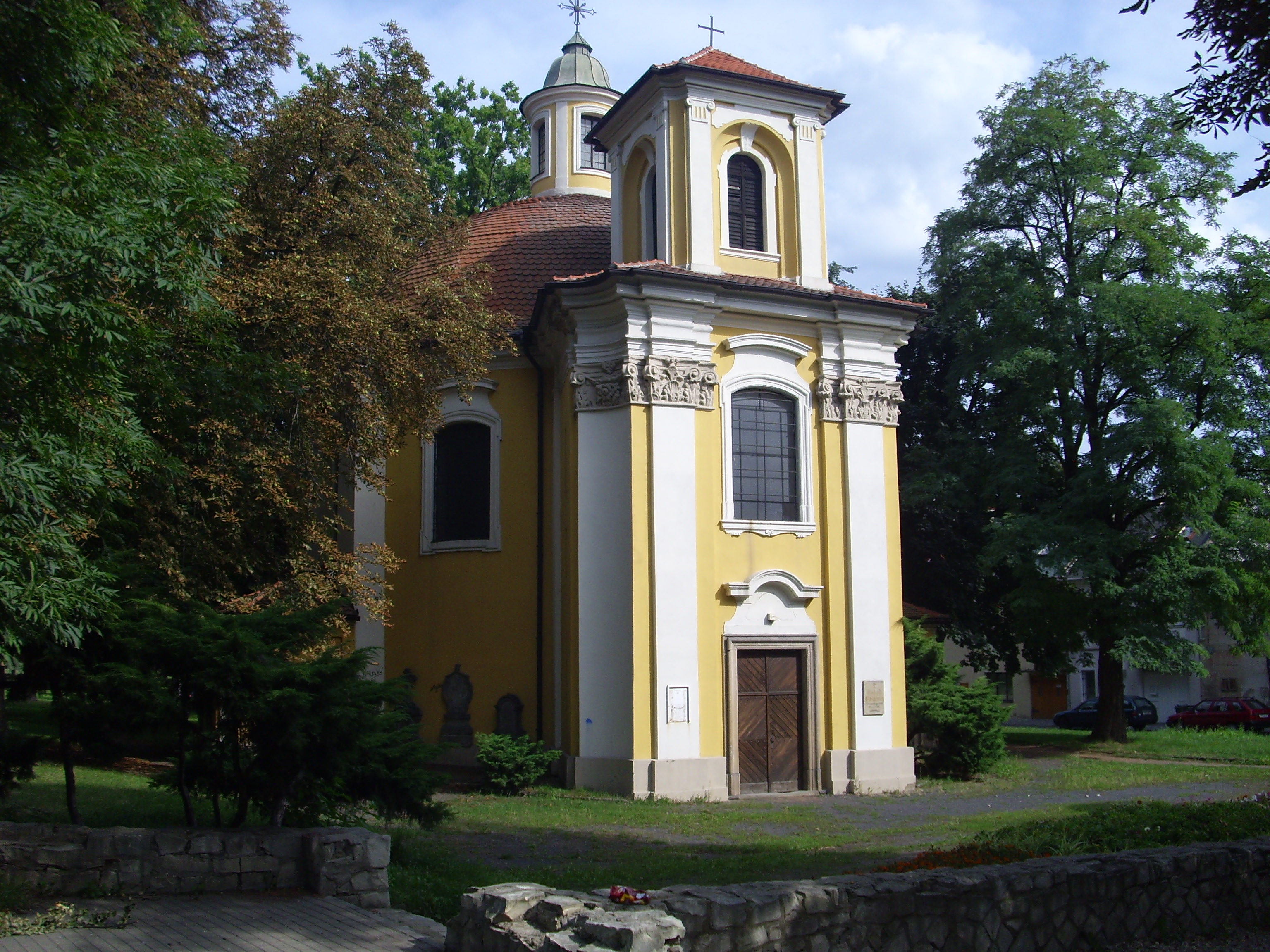
Церковь св. Варвары, где похоронен Казанова (Духцовский замок)

## Семья
Мать Казановы, Дзанетта Мария Казанова, урождённая Фарусси (1708—1776), была актрисой.
Братья Джакомо Казановы — Франческо (1727—1802 (1803?)) и Джованни Баттиста (1732—1795) стали известными деятелями искусств. Франческо был художником-пейзажистом, а Джованни Баттиста занимался портретной живописью и археологией; его книга о древнем искусстве была переведена на немецкий. Младший брат, Гаэтано Алвизо Казанова (1734—1783), был священником в Генуе. Танцовщица Дрезденского театра Мария Магдалина Казанова (1732—1800), жена придворного музыканта Петера Августа, приходилась сестрой Казанове.

## Творчество

### Мемуары
Одиночество и скука последних лет жизни позволили Казанове, не отвлекаясь, сосредоточиться над своими мемуарами, озаглавленными «История моей жизни» (фр. Histoire de ma vie) — не будь этого произведения, его известность была бы намного меньшей, если бы память о нём не исчезла совсем. Ещё в преддверии 1780 года он задумал написать свои воспоминания. В 1789 году он серьёзно приступил к этому труду как к «единственному лекарству, чтобы не сойти с ума и не умереть с тоски». Первый черновик был закончен к июлю 1792 года, и он правил его последующие шесть лет. Он выставляет дни своего одиночества счастливым временем, записывая в своём труде: «Я не могу найти более приятного времяпрепровождения, нежели беседовать с самим собой о своих собственных занятиях, выбирая из них то, что может позабавить мою почтенную аудиторию». Его воспоминания доходят только до лета 1774 года. Ко времени его смерти рукопись всё ещё была в работе. Его письмо, датированное 1792 годом, свидетельствует о том, что он сомневался, стоит ли публиковать её, поскольку находил историю своей жизни жалкой и осознавал, что может нажить врагов, рассказывая правду о своих приключениях. Но всё же он решил продолжить работу, используя инициалы вместо полных имён и смягчив наиболее откровенные эпизоды. Он писал на французском вместо итальянского: «французский язык более распространён, нежели мой собственный».
Мемуары открываются так:

Я начинаю, сообщая своему читателю, что судьба уже воздала мне по заслугам за всё то хорошее или плохое, что я совершал в течение своей жизни, и потому я вправе считать себя свободным… Вопреки возвышенным моральным началам, неотвратимо порождённым божественными принципами, укоренёнными в моём сердце, всю жизнь я оставался рабом своих чувств. Я испытывал наслаждение от того, что сбивался с пути, я постоянно жил неправильно, и единственным моим утешением было лишь то, что я осознавал свои прегрешения… Мои безрассудства суть безрассудства юности. Вы увидите, что я смеюсь над ними, и если вы доброжелательны, то позабавитесь над ними вместе со мной.
Казанова писал о цели своей книги:

Я надеюсь на дружеские чувства, уважение и благодарность моих читателей. Они будут мне благодарны, если чтение этих мемуаров станет поучительным и доставит им удовольствие. Они будут уважать меня, если, воздав мне по справедливости, найдут, что я имею более добродетелей, нежели грехов; и я заслужу их дружбу, как только они увидят, с какой искренностью и честностью я отдаю себя на их суд, ничего о себе не скрывая.
Он также сообщает читателям, что рассказывает далеко не обо всех своих приключениях: «Я опустил те из них, которые могли задеть людей, принимавших в них участие, так как они предстали бы не в лучшем свете. Тем не менее, найдутся такие, кто посчитает, что я порой бестактен; и я прошу прощения за это». В последней главе текст неожиданно прерывается, намекая на неописанные события: «Через три года я встретил её в Падуе и там возобновил знакомство с её дочерью куда более нежным образом».
Мемуары занимают приблизительно 3500 страниц в десяти томах (первый редактор текста Жан Лафорг разделил их на двенадцать томов). Несмотря на то, что хронология событий временами страдает беспорядочностью и неточностью, а ряд историй — преувеличением, всё же основная канва сюжета и многие подробности подтверждаются в трудах современников. Казанова хорошо воспроизводит диалоги и подробно пишет обо всех классах общества. Казанова по большей части откровенно признаётся в своих грехах, намерениях и мотивах, он с юмором относится к своим успехам и провалам. Его признания, как правило, свободны от сожалений или раскаяния. Казанова прославляет чувственные удовольствия, особенно музыку, еду и женщин. «Я всегда любил остро приправленную пищу… Что касается женщин, я всегда находил, что та, в которую я был влюблён, хорошо пахла, и чем больше она потела, тем более сладким мне это казалось». Он упоминает не менее чем о ста двадцати связях с женщинами и девушками и несколько раз вскользь намекает на отношения с мужчинами. Он описывает свои дуэли и конфликты с негодяями и официальными лицами, свои заключения и побеги, интриги и махинации, муки и вздохи удовольствия. Он убедителен, когда говорит: «Я могу сказать vixi (я пожил)».
Рукопись мемуаров хранилась у родственников Казановы, пока не была продана издательству Ф. А. Брокгауза. Впервые она была опубликована в сильно сокращённом немецком переводе в 1822—1828 годах, а затем на французском языке в обработке Ж. Лафорга. В редакции Лафорга были значительно сокращены описания сексуальных похождений (в частности, из текста выброшены все гомосексуальные эпизоды), а также изменена политическая окраска мемуаров — из католика и убеждённого оппонента революции, каким Казанова был в действительности, он превратился в политического и религиозного вольнодумца. Во время Второй мировой войны рукопись пережила бомбардировку Лейпцига союзниками. Мемуары были переведены приблизительно на двадцать языков. Полный французский оригинал был издан лишь в 1960 году, а спустя ещё полвека Национальная библиотека Франции выкупила рукопись и начала переводить её в цифровой вид.

### Другие сочинения
Джакомо Казанова является автором более двадцати сочинений, включая комедию «Молюккеида», трёхтомную «Историю смуты в Польше», пятитомный утопический роман «Икозамерон» — одно из самых ранних научно-фантастических произведений — а также ряда переводов, в том числе «Илиады» Гомера (1775—1778). Интерес представляют письма авантюриста и предложенные Казановой оригинальные решения сложных геометрических задач.

## Отношения с женщинами
Для Казановы и современных ему сибаритов из высшего света любовь и интимные отношения чаще всего были случайными, не обременёнными той серьёзностью, которая была свойственна романтизму XIX века. Заигрывания, любовные утехи, кратковременные связи были делом обычным для представителей благородного сословия, которые вступали в брак скорее ради полезных связей, нежели из-за любви.

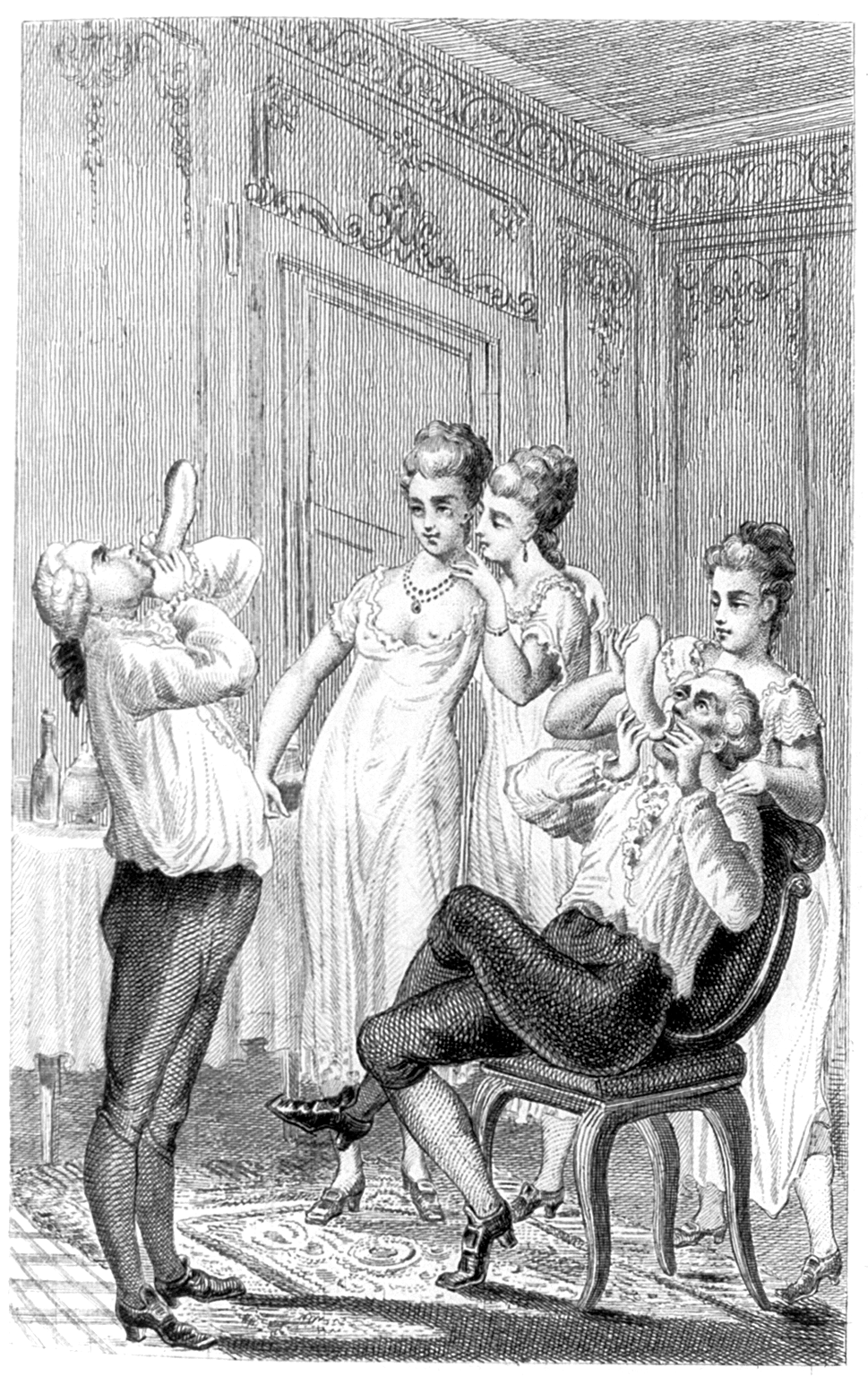
Казанова (слева), проверяющий целостность «предохранительных колпачков» надуванием. Гравюра, иллюстрирующая мемуары Казановы (брюссельское издание 1872 г.)

Будучи многогранной и сложной, личность Казановы находилась под властью чувственных страстей, как он сам повествует: «Потворствование всему, что давало наслаждение моим чувствам, всегда было главным делом моей жизни; я никогда не находил более важного занятия. Чувствуя, что я был рождён для противоположного пола, я всегда любил его и делал всё, что мог, чтобы быть любимым им». Он упоминает, что иногда использовал «предохранительные колпачки», предварительно проверяя их целостность надуванием, для предотвращения беременности своих любовниц.
Идеальная связь для Казановы включала в себя не только интимные отношения, но и сложные интриги, героев и злодеев, и галантное расставание. Существовала схема, которую он часто повторял:
- Действие первое: он находил привлекательную женщину, страдающую от грубого или ревнивого любовника;
- Действие второе: Казанова избавляет её от затруднения;
- Действие третье: она выказывает свою благодарность; он соблазняет её; завязывается недолгий бурный роман;
- Действие четвёртое: чувствуя наступающее охлаждение любовного пыла или скуку, он признаётся в своей несостоятельности и устраивает замужество любовницы или сводит её с богатым мужчиной, покидая за этим сцену[118].

Как замечает Уильям Болито в «Двенадцати против Бога», секрет успеха Казановы у женщин «не содержал в себе ничего более эзотерического, чем [предложить] то, что требует каждая уважающая себя женщина: всё что он имел, всё чем он был, с ослепительным подарком в виде крупной денежной суммы (чтобы компенсировать отсутствие законности) вместо пожизненного содержания».
Казанова поучает: «Нет такой честной женщины с неиспорченным сердцем, какую мужчина не завоевал бы наверняка, пользуясь её благодарностью. Это один из самых верных и быстрых способов». Алкоголь и насилие не были для него пристойными средствами соблазнения. Наоборот, внимательность, небольшие любезности и услуги должны быть употреблены для смягчения женского сердца, но «мужчина, говорящий о своей любви словами, есть дурак». Вербальная коммуникация необходима — «без слов удовольствие от любви сокращается не менее чем на две трети» — но слова любви должны подразумеваться, а не напыщенно объявляться.
Взаимное согласие важно, по мнению Казановы, но он избегал лёгких побед или слишком сложных ситуаций, считая их неподходящими для своих целей. Он стремился быть идеальным спутником: остроумным, очаровательным, надёжным, любезным, — в Действии первом, прежде чем переместиться в спальню в Действии третьем. Казанова заявляет, что он не вёл себя подобно хищнику: «В мои правила никогда не входило направлять свои атаки против неискушённых или тех, чьи предрассудки скорее всего оказались бы препятствием». Однако завоёванные им женщины по большей части имели непрочное положение или были эмоционально уязвимыми.
Казанова ценил ум женщины: «В конце концов, красивая, но глупая женщина оставляет своего любовника без развлечений после того, как он физически насладился её привлекательностью». Однако его отношение к образованным женщинам было типичным для того времени: «Для женщины обучение неуместно; оно ставит под удар основные качества её пола… ни одно научное открытие не было сделано женщинами… (это) требует энергичности, которой нет у женского пола. Но в простом рассуждении и в тонкости чувств мы должны отдать должное женщинам».
Во вступительной статье к русскому изданию мемуаров Казановы А. Ф. Строев пишет:

…"донжуанский список" Казановы может поразить воображение только очень примерного семьянина: 122 женщины за тридцать девять лет. Конечно, подобные списки у Стендаля и у Пушкина покороче, и в знаменитых романах тех лет, к которым пристало клеймо «эротические» (как, например, к увлекательнейшему «Фобласу» Луве де Кувре, 1787—1790), героинь поменьше, но так ли это много — три любовных приключения в год?

## Казанова и азартные игры
Азартные игры были обычным средством досуга в общественно-политических кругах, в которых вращался Казанова. В своих мемуарах он рассуждает о многих азартных играх XVIII века, включая лотерею, фараон, бассет, пикет, приму, пятнадцать, вист, бириби, и о страсти к ним со стороны аристократии и духовенства. К шулерам относились с большей терпимостью, нежели в настоящее время, и они редко подвергались публичному порицанию. Большинство игроков остерегалось шулеров и их трюков. Всевозможные мошенничества были в ходу, и Казанова забавлялся ими.
Казанова играл на протяжении всей своей сознательной жизни, выигрывая и проигрывая крупные суммы денег. Его обучали профессионалы, и он был «научен тем мудрым максимам, без которых азартные игры сокрушают тех, кто в них играет». Он не всегда мог отказаться от жульничества и временами даже объединялся с профессиональными игроками для заработка. Казанова заявляет, что он был «спокоен и улыбался, когда проигрывал, и не был алчен, когда выигрывал». Однако иногда он странным образом обманывал самого себя, и тогда его поведение было неистовым, вплоть до вызовов на дуэль. Казанова признает, что ему не хватало выдержки, чтобы стать профессиональным игроком: «Я был лишён в достаточной мере благоразумия, чтобы остановиться, когда судьба была против меня, и не контролировал себя, когда выигрывал». Ему также не нравилось слыть профессионалом: «Профессиональные игроки ничем не могут засвидетельствовать, что я был из их адской клики». Хотя Казанова иногда расчётливо пользовался игрой в своих целях — чтобы быстро разжиться деньгами, для флирта, завязывания связей, действуя как галантный кавалер, или чтобы выставить себя аристократом перед высшим светом, — он также мог играть с маниакальной страстью и без расчёта, особенно находясь в эйфории нового любовного приключения. «Почему я играл тогда, когда я так остро предчувствовал проигрыш? Алчность заставляла меня играть. Мне нравилось тратить деньги, и мое сердце обливалось кровью, когда эти деньги не были выиграны в карты».

## Репутация и авторитет Казановы
Современники считали Джакомо незаурядной личностью, высокоинтеллектуальным и любознательным человеком. Казанова был одним из выдающихся хроникёров своей эпохи. Он был истинным искателем приключений, пересекавшим Европу из конца в конец в поисках удачи, авантюристом, который для воплощения своих намерений встречался с наиболее выдающимися людьми XVIII века. Служитель власть имущих, и в то же время носитель новой для своего века эстетики и морали, он был членом тайных обществ и искал истину за рамками традиционных представлений. Будучи человеком религиозным, истовым католиком, он верил в молитву: «Отчаяние убивает; молитва рассеивает его; после молитвы человек верит и действует». Но так же как и в молитву, он верил в свободную волю и разум, и явно не был согласен с утверждением, что тяга к удовольствиям не пустит его в рай.
Рождённый в семье актёров, Джакомо обладал страстью к театру и театрализованной, полной импровизаций жизни. Но при всех своих талантах он нередко пускался в погоню за развлечениями и телесными наслаждениями, зачастую уклоняясь от стабильной работы и наживая себе неприятности там, где можно было преуспеть, если действовать осмотрительно. Его истинным призванием было жить, полагаясь на свою находчивость, стальные нервы, удачу, обаяние и деньги, полученные в знак благодарности или с помощью обмана.
Князь Шарль-Жозеф де Линь, хорошо понимавший Казанову и знакомый с большинством выдающихся персон своей эпохи, считал его самым интересным из людей, когда-либо встречавшихся ему: «на свете не было ничего, на что бы он не был способен». Завершая портрет авантюриста, де Линь свидетельствовал:

Единственными вещами, о которых он ничего не знал, были те, в которых он считал себя знатоком: правила танца, французский язык, хороший вкус, устройство мира, правила хорошего тона. Только его комедии не смешны; только его философским сочинениям не хватает философии — все остальные наполнены ею; там всегда есть что-то веское, новое, пикантное, глубокое. Он — кладезь знаний, но цитирует Гомера и Горация до тошноты. Его ум и его остроты подобны аттической соли. Он чувственен и щедр, но огорчи его хоть чем-нибудь — и он становится неприятен, мстителен и мерзок… Он ни во что не верит, но только лишь в невероятное, будучи суеверным во всем. К счастью, у него есть честь и такт… Он любит. Он жаждет получить всё… Он горд, потому что ничего из себя не представляет… Никогда не говорите ему, что знаете историю, которую он собирается вам поведать — сделайте вид, что слышите её впервые… Никогда не забывайте засвидетельствовать ему своё почтение, иначе из-за этого пустяка вы рискуете нажить себе врага. — Charles Joseph de Ligne. Mémoires et mélanges historiques et littéraires, t. 4. — Paris, 1828.
Оригинальный текст (фр.)Il n’y a que les choses qu’il prétend savoir qu’il ne sait pas : les règles de la danse, de la langue française, du goût, de l’usage du monde et du savoir-vivre. Il n’y a que ses comédies qui ne soient pas comiques; il n'y a que ses ouvrages philosophiques où il n’y ait point de philosophie:  tous les autres en sont remplis ; il y a toujours du trait, du neuf, du piquant et du profond. C’est un puits de science; mais il cite si souvent Homère et Horace, que c’est de quoi en dégoûter. Sa tournure d' esprit et ses saillies sont un extrait de sel attique. Il est sensible et reconnaissant; mais pour peu qu’on lui déplaise, il est méchant, hargneux et détestable… Il ne croit à rien, excepté ce qui est le moins croyable, étant superstitieux sur tout plein d’objets. Heureusement qu’il a de l’honneur et de la délicatesse… Il aime. Il convoite tout… Il est fier, parce qu'il n'est rien et qu'il n'a rien… ne lui dites jamais qui vous savez l'histoire qu'il va vous conter; ayez l'air de l'entendre pour la premiere fois… Ne manquez pas de lui faire la révérence, car un rien vous en fera un ennemi…

Трудно представить личность, более многогранную, нежели Джакомо Казанова: юрист и клерикал, военный и скрипач, мошенник и сводник, гурман и деловой человек, дипломат и шпион, политик и врач, математик, философ и каббалист, драматург и писатель. Его творческое наследие включает более двадцати произведений, в том числе, пьесы и эссе, а также множество писем.

## Образ Казановы в культуре
Казанова прежде всего ассоциируется с представлениями о его любовных похождениях. Его имя, ставшее нарицательным, стоит в одном ряду с такими литературными персонажами как Дон Жуан или «современники» Казановы — Ловелас и Фоблас. Действительно, мемуары Казановы, отвечающие философии либертинизма, не обходят стороной сексуальную сторону его одиссеи, при этом искажая некоторые факты: так, исследования показали, что неоднократные намёки Казановы о якобы имевшем место инцесте с собственными дочерьми, являются хронологически невероятными. Однако реальная личность Казановы далеко не сводится к его эротическим эскападам, она гораздо сложнее и интереснее. В целом ряде исследований конца XX века сделана попытка нарисовать более целостный образ Казановы — образованного, умного, наблюдательного и находчивого авантюриста.
Необычайный успех «Истории моей жизни», обусловленный обилием приключений и амурных авантюр, разворачивающихся на фоне панорамного показа самых широких слоёв европейского общества XVIII века, превратил фигуру Казановы в одну из легенд мировой культуры. Стендаль, Г. Гейне, А. де Мюссе, Э. Делакруа, Сент-Бёв были в восторге от его мемуаров. Ф. М. Достоевский, опубликовавший в своём журнале «Время» историю побега из Пьомби, в редакционном вступлении назвал Казанову одной из самых замечательных личностей своего века и высоко оценил его писательский дар и силу духа: «Это рассказ о торжестве человеческой воли над препятствиями необоримыми».

### В художественной литературе
- О записках Казановы беседуют персонажи таких литературных произведений как «Пиковая дама» А. С. Пушкина (1833) и «Дядюшкин сон» Ф. М. Достоевского (1859).
- Знаменитому авантюристу посвящены романы Р. Олдингтона, пьесы А. Шницлера, М. Цветаевой, В. Коркия и А. Лаврина («Казанова: Уроки любви»), эссе С. Цвейга, Р. Вайяна, Ф. Марсо, книга Ф. Соллерса «Казанова Великолепный» (1998).

### В театре
- Казанова — герой оперетты И. Штрауса-младшего, оперы Доменика Ардженто.
- Постановка «Казанова. Ars Vivendi» была представлена МГТ в 2021 году. Режиссёром-постановщиком и исполнителем главной роли является Сергей Безруков[135]

### В кино
- Казанова (1927)[фр.] — Иван Мозжухин
- Мюнхгаузен (1943) — Густав Вальдау
- Таинственный рыцарь (1948) — Витторио Гассман
- Детство, призвание и первые опыты Джакомо Казанова, венецианца (1969) — Леонард Уайтинг
- Казанова (телесериал, 1971)[англ.] — Фрэнк Финли
- Казанова Федерико Феллини (фильм, 1976) — Дональд Сазерленд
- Казанова (фильм, 1981) (ФРГ) — Вальтер Кенингер / Walter Koeninger
- Новый мир (фильм, 1982) — Марчелло Мастроянни
- Mí Prazané mi rozumeji (1991, Чехословакия) — Милош Копецкий
- Знаки любви (2006) — Максим Суханов
- Казанова (фильм, 1987) — Ричард Чемберлен
- Возвращение Казановы (1992) — Ален Делон
- Юные годы Казановы (2002)[итал.] — Стефано Аккорси
- Казанова (фильм, 2005) — Хит Леджер
- Казанова (телесериал, 2005) — Дэвид Теннант в роли молодого и Питер О’Тул в роли старого Казановы.
- Очень новогоднее кино, или Ночь в музее (2007) — Остап Ступка.
- т/сериал «Казанова в России» (Россия, 2022) — Иван Босильчич.[136]

### В музыке
- Песня «Casanova in Hell» из альбома Fundamental группы Pet Shop Boys (2006).
- Песня «Cowboy Casanova» из альбома Play On певицы Кэрри Андервуд (2009).
- Музыкальная композиция Casanova в восьми сценах для виолончели и духового оркестра, написанная нидерландским композитором Йоханом де Мейем[англ.], завоевала первый приз на международном конкурсе композиторов на Корсике в августе 1999 года[137].
- В советской и российской поп- и рок-культуре — возможно, не без влияния киноленты Феллини — появились песни о Казанове группы «Наутилус Помпилиус» (Казанова (песня)), А. Пугачёвой, В. Кузьмина, В. Леонтьева, М. Щербакова[* 8], О. Арефьевой и С. Калугина.
- Песня «Танец Казановы» из альбома Nigredo Исполнитель: Сергей Александрович Калугин (1994).